# Артюс-Бертран, Ян
Ян Артю́с-Бертра́н (фр. Yann Arthus-Bertrand, родился 13 марта 1946 года в Париже) — французский фотограф, фотожурналист, кавалер ордена Почётного легиона и обладатель множества других наград.
Получил мировую известность благодаря серии фотографий различных уголков Земли, снятых с воздуха: проект «Земля, увиденная с неба» (англ. Earth from the Air; 1995). Одноимённая книга вышла в том числе и на русском языке в 2002 году. В 2009 году вместе с   режиссёром  Люком Бессоном снял документальный фильм «Дом» куда вошли аэросъемки многих мест планеты.
В России прошли его выставки под открытым небом на Самарской набережной и на Чистых прудах в Москве. В мире продано 3 млн книг с его фотографиями.

## Биография
В юности окончил актёрский факультет Парижской школы искусств. Четыре года работал в киноиндустрии — сначала помощником директора, потом актёром (сыграл в том числе в фильме «Скажи мне, кто ты» с Мишель Морган). В 21 год неожиданно уехал сначала в горы Оверин (сторож в заповеднике), а потом, в 1976, в Кению (биолог в заповеднике Масаи-Мара) — именно здесь он сделал свою первую «воздушную» фотографию с вертолёта.
Вернувшись в Париж, Ян начал работу фотожурналиста, специализируясь на спорте, приключениях и природе. В 1989 году он организовал соревнование среди ста лучших французских фотографов «3 дня во Франции».
Фотографии Артюса-Бертрана публиковались в таких журналах, как Paris Match, Geo, Life, National Geographic.
В 1991 году создал собственное фотоагентство Altitude и вернулся к аэрофотографии — съёмкам с воздушного шара и вертолёта.
«Дом» — документальный фильм 2009 года, результат совместного творчества всемирно известного фотографа дикой природы Яна Артюса-Бертрана и режиссёра Люка Бессона.

## Книги
Артюс-Бертран выпустил около 60 книг с фотографиями, сделанными с высоты. Наиболее известные:
- «Львы» (1981) — первая книга Артюса-Бертрана, в которой использовались снимки, сделанные с воздушного шара.
- «3 дня во Франции» (1989) — собрание работ ста лучших французских фотографов.
- «365 дней: Земля с высоты»

## Фильмы
- Дом. Свидание с планетой.
- Дом. История путешествия
- Планета-океан (фильм)
- Человек (фильм в трех эпизодах)
- Жажда Мира